# الأرق بعد المدرسة
الأرق بعد المدرسة هي سلسلة مانغا يابانية من تأليف ورسم ماكوتو أوجيرو تنشر في مجلة بيغ كوميك سبيرايتس من قبل شوغاكوكان منذ مايو 2019. تم عمل مسلسل أنمي من قبل ليدين فيلمز سيعرض في عام 2023.

## الجوائز والترشيحات
| قائمة الجوائز والترشيحات | قائمة الجوائز والترشيحات | قائمة الجوائز والترشيحات  | قائمة الجوائز والترشيحات | قائمة الجوائز والترشيحات | قائمة الجوائز والترشيحات |
| السنة                    | الجائزة                  | الفئة                     | المستلم                  | النتيجة                  | م.                       |
| ------------------------ | ------------------------ | ------------------------- | ------------------------ | ------------------------ | ------------------------ |
| 2024                     | جوائز كرانشي رول للأنمي  | أفضل أنمي رومانسي         | الأرق بعد المدرسة        | رُشِّح                      | [ 2 ]                    |
| 2024                     | جوائز كرانشي رول للأنمي  | أفضل أنمي شريحة من الحياة | الأرق بعد المدرسة        | رُشِّح                      | [ 2 ]                    |